# Igreja da Santíssima Trindade (Lajes do Pico)

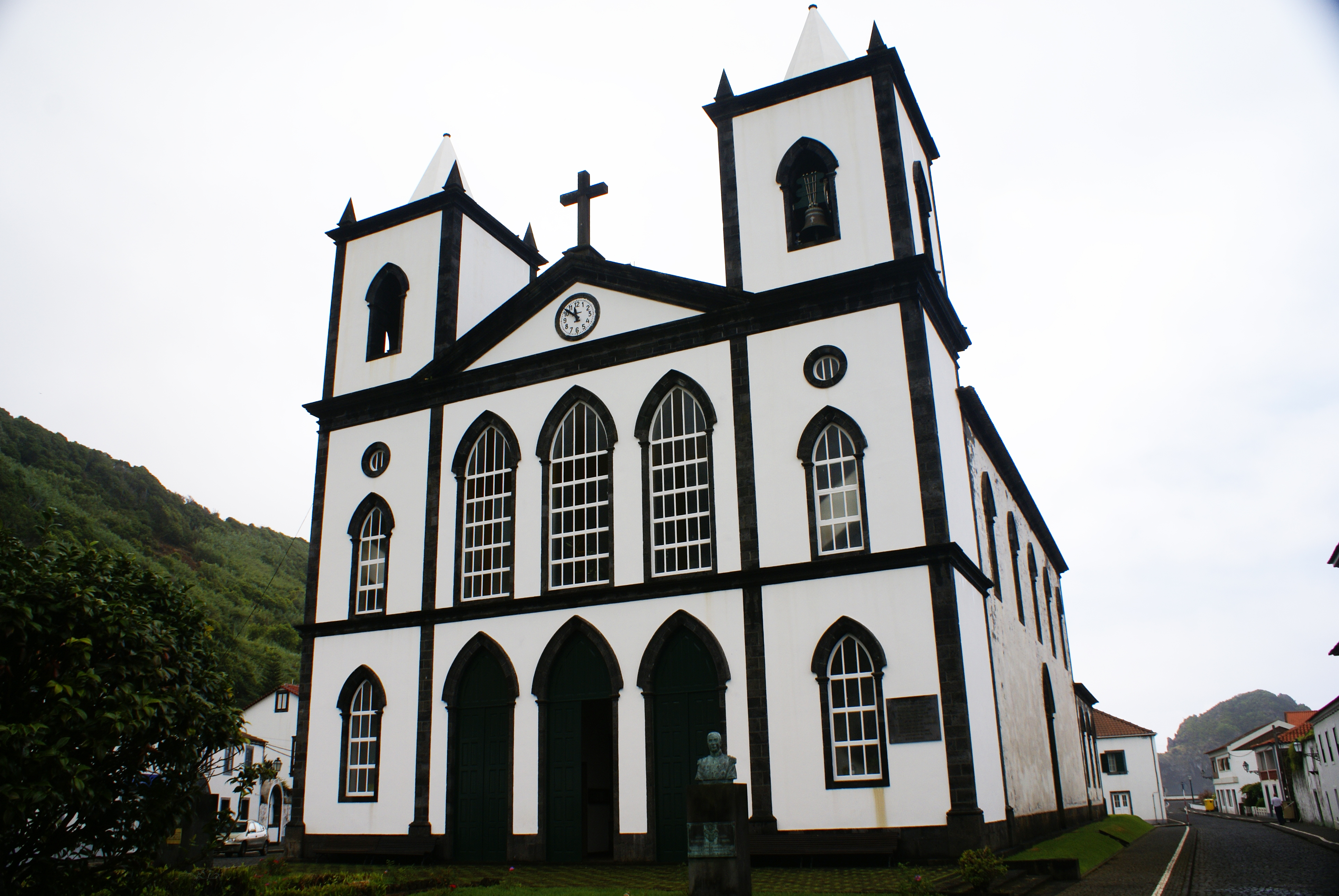
Igreja da Santíssima Trindade, Lajes do Pico.

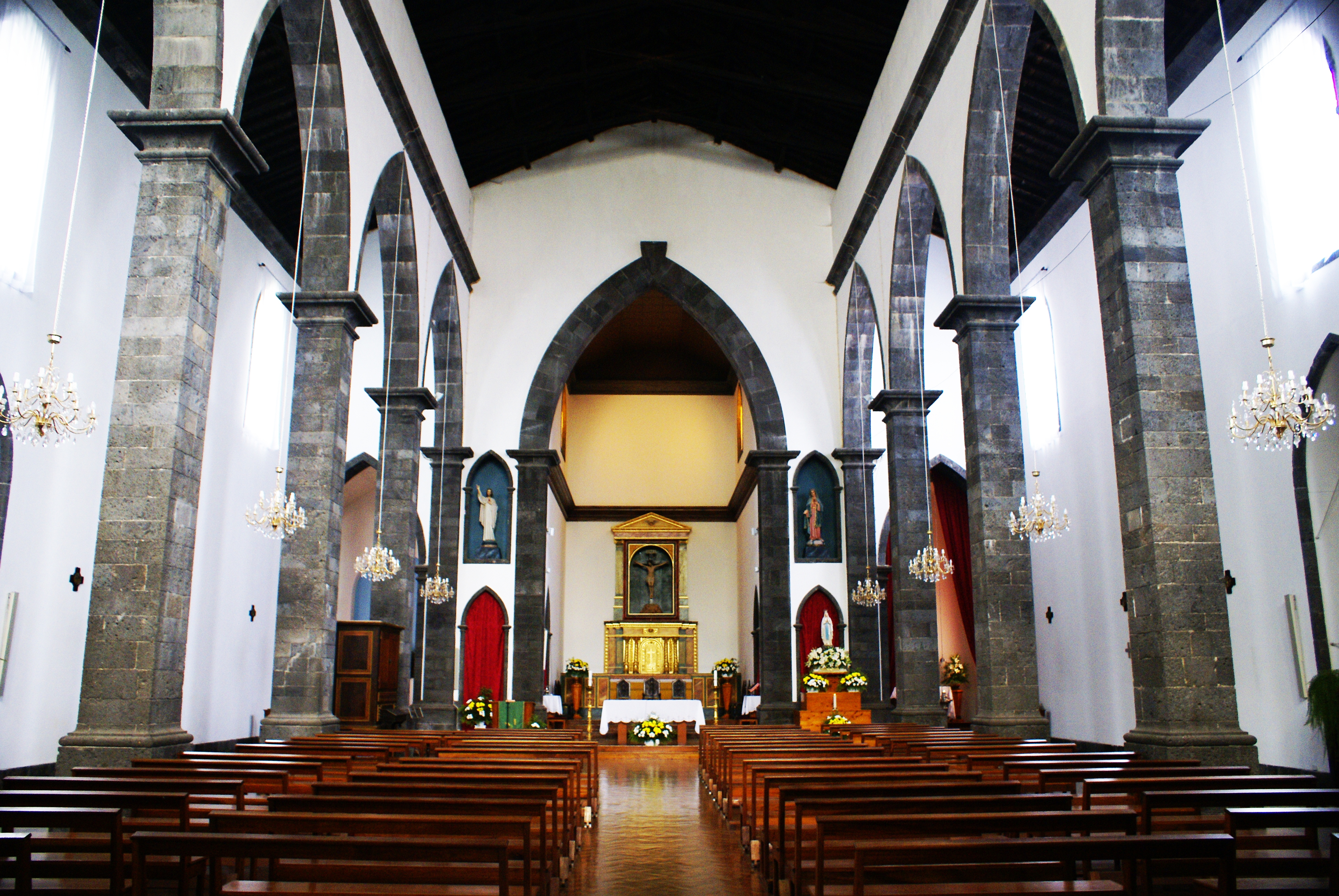
Igreja da Santíssima Trindade: nave.

A Igreja da Santíssima Trindade localiza-se na freguesia de Lajes do Pico, Município de mesmo nome, na ilha do Pico, nos Açores.

## História
No largo General Francisco Soares de Lacerda Machado, popularmente referido apenas como Largo da Igreja, remonta a um primitivo templo erguido em data anterior a 1503.
No século XIX, diante do aumento da população e da exiguidade do primitivo espaço, este foi substituído pelo atual.